# Aïcha Garad Ali

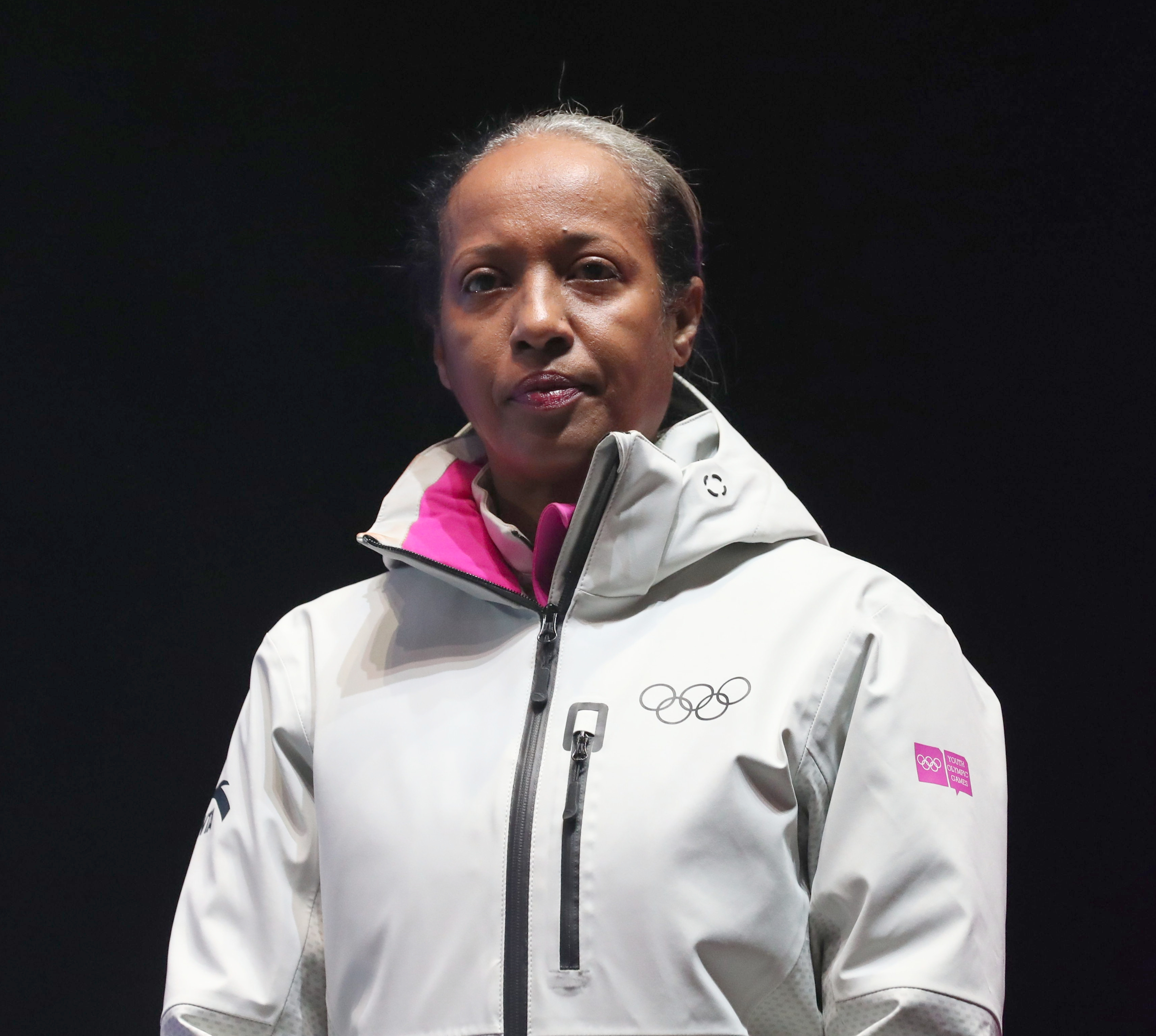
Aïcha Garad Ali (2020)

Aïcha Garad Ali (* 28. Dezember 1966) ist eine dschibutische Sportfunktionärin.

## Leben
Aïcha Garad Ali war aktive Handballspielerin. Sie wurde in die dschibutische Handballnationalmannschaft der Frauen berufen, in der sie später zur Mannschaftsführerin berufen wurde. Nach ihrer aktiven Karriere übernahm sie das Amt der Nationaltrainerin.
1987 erhielt sie in Abidjan (Elfenbeinküste) das Certificat d'aptitude au professorat d'éducation physique et sportive (CAPEPS) und war fortan ausgebildete Sporterzieherin. Zwischen 1987 und 1991 arbeitete Garad Ali als Sportlehrerin an Hochschulen. Von 1991 bis 1993 übernahm sie eine Stelle als Beraterin für Hochschullehrer.
Sie spricht französisch, englisch und arabisch.

## Ämter in Sportverbänden und innerhalb des IOC
Von 1987 bis 1993 war Garad Ali im Amt der Vizepräsidentin des dschibutischen Handballverbandes. Zwischen 1999 und 2005 hatte sie den Vorsitz der Frauensport-Kommission des Jugend- und Sportministeriums von Dschibuti inne. 2004 wurde sie zur Generalsekretärin der nationalen Sportkommission zur Reformation der dschibutischen Olympia- und Sportbewegung berufen. Seit 2005 ist sie die Präsidentin des NOKs Dschibutis und wurde in dieser Position 2013 sowie 2017 wiedergewählt.
2012 wurde Aïcha Garad Ali zum IOC-Mitglied gewählt. 2013 bis 2015 war sie Mitglied der IOC-Kommission für Frauen und Sport, 2014 bis 2015 der IOC-Kommission für Kultur und Erziehung. Seit 2015 ist sie Mitglied der IOC-Kommissionen für Frauensport und Kultur und Olympisches Erbe.